# Pandesma jubra
Pandesma jubra là một loài bướm đêm trong họ Erebidae.